# Julian Oliver Mazzariello
Julian Oliver Mazzariello (Hatfield, 31 ottobre 1978) è un pianista inglese di origine italiana.

## Biografia
Nasce a Hatfield in Inghilterra da madre inglese di nome Anne e padre italiano, Fernando Mazzariello, di Cava de' Tirreni, quest'ultimo trasferitosi a Londra alla fine degli anni ’60. In quegli anni la madre Anne svolgeva la professione di assistente sociale, il padre era un batterista e suonava in un gruppo rock che si chiamava Caravan Band.
I genitori acquistarono il primo pianoforte a Julian quando aveva 6 anni e, l'anno successivo iniziò a prendere lezioni.
La sua carriera musicale inizia nel 1991, a soli 13 anni, quando insieme ad un amico Jose Hathaway (batterista), vince il premio “Young Jazz Musician Of The Year” indetto da Daily Telegraph.
Nel 1995, a 17 anni, si trasferisce in Italia, a Cava de' Tirreni. Qui diventa da subito uno dei protagonisti del panorama jazzistico salernitano. Attraverso Pietro Vitale, già amico del padre, conosce già prima del trasferimento i fratelli Deidda, Jerry Popolo, Giovanni Amato, Daniele Scannapieco, Ciro Caravano dei Neri per Caso e altri con cui inizia a collaborare e a suonare.
Nel 1996 nel bar salernitano Cercopiteco conosce Gegè Telesforo il quale, dopo averlo sentito suonare, gli chiese di entrare nel suo gruppo. Fu Gegè Telesforo in un bar di Salerno a presentargli Stefano Di Battista.
Nell'estate del 2002 Stefano Di Battista organizzò un concerto al Testaccio Village (Roma) al quale parteciparono Lucio Dalla, Alex Britti e Max Gazzè, in veste di musicisti e non come cantanti, assieme a Dario e Sandro Deidda. Lucio Dalla si mostrò subito entusiasta di Julian e così lo invitò a suonare nel suo disco, intitolato Lucio (2003) e a partecipare alla sua tournée.
Nel 2005 partecipa al Festival di Sanremo 2005 accompagnando Nicki Nicolai assieme allo Stefano Di Battista Jazz Quartet con il brano Che mistero è l'amore, che vince nella categoria Gruppi e arriva quarta nella classifica finale.
Tra la fine del 2005 e il 2006, Julian è componente fisso del gruppo Stefano Di Battista Jazz Quartet che accompagna la trasmissione di Canale 5 Il senso della vita presentata da Paolo Bonolis e Luca Laurenti.
Nel 2014 esce l'album Tandem, suonato con Fabrizio Bosso, solo tromba e pianoforte che vanta la collaborazione di Fiorella Mannoia (in una versione di Roma nun fa’ la stupida stasera) e Fabio Concato (nel suo brano Gigi).
Nel 2016 esce l'album Non smetto di ascoltarti di Fabio Concato contenente cover della musica italiana e brani dello stesso Concato in chiave jazz.
Nel 2018 esce l'album Dèbut, primo album da solista prodotto da Jando Music e Via Veneto Jazz. Dèbut contiene sette composizioni originali e due reinterpretazioni: Accarezzame di Pino Calvi (già interpretata da Teddy Reno, Roberto Murolo, Pérez Prado, Natalino Otto, Fred Bongusto, Ornella Vanoni, Peter Van Wood, Peppino Di Capri, Renzo Arbore, Nilla Pizzi, Gigliola Cinquetti, Fausto Cigliano, Iva Zanicchi, Massimo Ranieri, Fausto Papetti, Achille Togliani e tanti altri) e Que reste-t-il de nos amours?, capolavoro di Charles Trenet.
A maggio 2022, con Eduardo De Crescenzo e Federico Vacalebre, pubblica Avvenne a Napoli CD + libro, 20 canzoni della grande tradizione napoletana per voce e pianoforte.
Oggi è stabilmente parte, oltre che del duo con Fabrizio Bosso, anche del quartetto dello stesso trombettista torinese, del gruppo Yatra di Enzo Pietropaoli, del progetto Standards di Enrico Rava, di Lifestories con Jim Mullen, Enzo Zirilli, Dario Deidda e del progetto Troc di Andrè Ceccarelli.

## Discografia
- 2014 - Tandem (Universal Music Group, Verve Records) con Fabrizio Bosso e con la partecipazione di Fiorella Mannoia nel brano Roma Nun Fa La Stupida Stasera e di Fabio Concato nel brano Gigi
- 2016 - Non Smetto Di Ascoltarti (Warner Music Italy) con Fabio Concato, Fabrizio Bosso
- 2018 - Dèbut (Millesuoni/Jando Music)
- 2019 - Live At Umbria Jazz Winter (US Società Cooperativa Per L'Arte) con Fabrizio Bosso
- 2022 - Avvenne a Napoli con Eduardo De Crescenzo

## Partecipazioni discografiche
- Então Está (Musical Team,1998) con Pietro Vitale Jazz Combo
- La Prima Volta (CAM, 1998) con Giovanni Tommaso
- Jazz For More... (Via Veneto Jazz, 2002) con High Five Quintet
- 3 (Universal, 2003) con Alex Britti
- Lucio (Pressing Line, 2003) con Lucio Dalla nei brani Ambarabà Ciccicocò, "Yesterday" O "Lady Jane"?, Over The Rainbow
- Che Mistero è L'Amore (EMI, 2005) con Nicky Nicolai nel brano "Che Mistero è l'Amore" presentato a Sanremo 2005
- L'altalena (Sony BMG Music Entertainment e RCA, 2006) con Nicky Nicolai
- Love And Other Contradictions (Groove Master Edition, 2007) con Gegè Telesforo
- Lifetime (Picanto Records, 2008) con Daniele Scannapieco
- Il Signor Lui (Ammontone Prod., 2009) con Ramtzu, Dj Laps e TamburrHertZ
- If (Tattica, 2009) con Mario Biondi
- Sweet People (C.A.M. Jazz, 2009) con André Ceccarelli
- Woman´s Land (Alice Records, 2011) con Stefano Di Battista
- Yatra (Via Veneto Jazz, 2011) con Enzo Pietropaoli Quartet
- Nuevas Huellas (Dodicilune, 2012) con Alfonso Deidda & Cuban Storie
- Yatra Vol. 2 (Via Veneto Jazz, 2013) con Enzo Pietropaoli Quartet
- Nuie/Vuie (2013) con Ganjafarm Cru nel brano L'Urdm Gir
- In Quella Notte Di Stelle (Sony Music, 2013) con Lucio Dalla, Stefano Di Battista Jazz Quartet
- Dalla In Jazz (Okeh e Sony Music Entertainment, 2013) in Attenti Al Lupo con Stefano Di Battista, in Com'è Profondo Il Mare con Maria Pia De Vito e in Vita con Nick The Nightfly
- An Overture From The Earth (Endless Universal Morality, 2014) con Antonio Iorio
- Yatra Vol. 3 (Via Veneto Jazz, 2015) con Enzo Pietropaoli Quartet
- Duke (Verve Records, 2015) con Fabrizio Bosso Quartet, Paolo Silvestri Ensemble
- State of the art Live! (Warner Music Group, 2017) con Fabrizio Bosso Quartet
- Merry Christmas Baby (Warner Music Italy, 2017) Fabrizio Bosso Quartet
- The Princess (Via Veneto Jazz, 2017) con Enzo Pietropaoli e Alessandro Paternesi
- We Four (Warner Music, 2020) con Fabrizio Bosso, Jacopo Ferrazza e Nicola Angelucci[11][12]